# Bikaner (stato)
Lo Stato di Bikaner fu uno stato principesco del subcontinente indiano, avente per capitale la città di Bikaner.

## Storia
Lo Stato di Bikaner venne fondato nel 1465 per merito di Rao Bika, un rajput di Rathore, e uno dei figli maggiori di Rao Jodha, re di Marwar, il quale, provocato da un insulto del padre, lasciò Marwar (Jodhpur) con un piccolo contingente di guerrieri (500 fanti e 100 cavalieri) per creare un suo nuovo regno indipendente. In quest'impresa egli venne affiancato da suo zio, Rawat Kandhal, che lo fornì di un'adeguata preparazione politico-strategica.
Incoraggiato dal mistico Karni Mata, che egli aveva già conosciuto nei suoi viaggi, egli sfruttò le rivalità interne ai clan Jat che abitavano la zona e nel 1485 riuscì nel territorio a costruire un piccolo forte detto Rati Ghati presso la città che ancora oggi porta questo nome. Nel 1488 egli iniziò la costruzione della città stessa. Alla morte di Rao Jodha nel 1488, Rao Bika attaccò il Forte di Mehrangarh, un evento che portò a 200 anni di guerre discontinue tra Marwar e Bikaner. Secondo James Tod, Il punto che Rao Bika prescelse a sua capitale, fu l'area presso Nehra, che diverrà poi il nucleo centrale della futura capitale, Bikaner.
Rao Bika morì nel 1504 ed i suoi successori beneficiarono del debole governo di Suraj Mal di Marwar e della disgregazione causata dall'invasione dei Babur in India per consolidare ed estendere i loro possedimenti sino al XVII secolo quando tutti i clan Jat (inclusi i potenti Godara) accettarono la sovranità dei governanti di Bikaner.
Uno dei successori di maggior rilievo fu Jait Singh (1526–39) sin quando non venne ucciso dalle forze di Rao Maldev di Marwar. Venne succeduto da suo figlio Kalyan Mal (1539–71) il quale sotto pressione delle forze Marwar si ritirò nel Punjab dove si unì a Sher Shah Suri che aveva espulso il governante mughal Humayun nel 1540. Col sostegno di Sher Shah Suri, Kalyan Mal fu in grado nel 1545 di riprendere i territori perduti a Rao Maldev.
Humayun riuscì a tornare poco dopo al potere e lo Stato passò sotto l'influenza dell'Impero moghul ed al disgregarsi di questo nel XVIII secolo, sotto la sovranità dei Maratha sino allo scoppio della terza guerra anglo-maratha quando il Bikaner decise di supportare gli inglesi nella loro lotta. Lo Stato divenne un protettorato britannico sotto Surat Singh il 9 marzo 1818 con un saluto di 17 salve di cannone. Ratan Singh, successore di Surat Singh, fu un supporter degli inglesi nelle loro campagne in Afghanistan e suo figlio Sardar Singh si distinse nell'aiuto dei britannici per la soppressione della rivolta dei sepoy nel 1857, fatto che gli fece guadagnare il supporto della corona inglese, sebbene l'atteggiamento tirannico di suo padre e di suo nonno avessero più volte irritato i membri dell'aristocrazia locale del suo Stato, al punto che in almeno tre occasioni essi avevano organizzato delle rivolte.
Sardar Singh non ebbe figli ed alla sua morte nel 1872 la sua vedova prescelse Dungar Singh, (adottato da Sardar Singh), con l'approvazione del governo britannico come suo successore. L'evento politico principale del suo regno fu una nuova ribellione dei thakur nel 1883 motivata dal mancato aumento della paga per il servizio militare (molto copioso in quei tormentati anni); questa rivolta portò alla necessità da parte del governo inglese di collocare un agente politico permanente a Bikaner. Il regno di Dungar Singh apportò anche alcuni ammodernamenti allo Stato come un moderno sistema amministrativo, delle forze di polizia, un ospedale e addirittura esso fu il primo Stato indiano ad introdurre l'elettricità (1886). Dungar Singh morì nel 1887 senza eredi, ma aveva adottato suo fratello, Ganga Singh (n. 1880), il quale con l'approvazione del governo britannico gli succedette come ventunesimo regnante di Bikaner, nonché uno dei più noti nello Stato per le grandiose riforme da lui sostenute e per il periodo di pace interna inaugurato.
All'epoca dell'indipendenza indiana, il territorio dello Stato di Bikaner giungeva sino al confine col Pakistan. Il maharaja Saduò Singh, figlio di Ganga, siglò l'atto di ingresso nell'Unione Indiana il 7 agosto 1947.

## Governanti
I regnanti di Patiala ebbero il titolo di 'Maharaja'.

### Maharaja
| Nome | Nome | Inizio del regno | Fine del regno |
| ---- | --- | ---------------- | -------------- |
| 1    | Rao Bika | 1472             | 1504           |
| 2    | Rao Narayan Singh | 1504             | 1505           |
| 3    | Rao Luna Karana Lon-Karan | 1505             | 1526           |
| 4    | Rao Jait Singh Jetasi | 1526             | 1542           |
| 5    | Rao Kalyan Mal - Ottenne la sovranità dall'imperatore Akbar a Nagaur nel novembre 1570 | 1542             | 1574           |
| 6    | Rao Rai Singh I Rai Rai Singh - Importante generale dell'esercito mughal. | 1574             | 1612           |
| 7    | Rai Dalpat Singh Dalip | 1612             | 1613           |
| 8    | Rai Surat Singh Bhuratiya | 1613             | 1631           |
| 9    | Rao Karan Singh Jangalpat Badhshah - Deposto dall'imperatore Aurangzeb ad Attock l'11 gennaio 1667. Esiliato a Karanpura, nel Deccan | 1631             | 1667           |
| 10   | Maharaja Rao Anup Singh - Il primo a cui fu garantito il titolo di 'Maharaja' dall'imperatore Aurangzeb. Prestò servizio nell campagna del Deccan a Salher nel 1672, a Bijapur nel 1675, ed all'assedio di Golconda nel 1687. Fu amministratore di Aurangabad 1677-1678, Hakim di Adoni, 1678, di Imtiazgarh presso Adoni 1689-1693, e di Nusratabad nel Sukkar 1693-1698. | 1669             | 1698           |
| 11   | Maharaja Rao Sarup Singh - Morì di vaiolo ad Adoni, nel Deccan, il 15 dicembre 1700. | 1698             | 1700           |
| 12   | Maharaja Rao Sujan Singh - Ottenne l'ordine dall'imperatore Aurangzeb di amministrare il Deccan, ove rimase per dieci anni. Si scontrò con le invasioni del maharaja Abhai Singh di Jodhpur e del maharaja Bakht Singh di Nagaur, ma riuscì a respingerle entrambe. | 1700             | 1735           |
| 13   | Maharaja Rao Zorawar Singh | 1735             | 1746           |
| 14   | Maharaja Rao Gaj Singh - il primo a cui venne concesso il permesso di coniare moneta propria dall'imperatore Alamgir II | 1746             | 1787           |
| 15   | Maharaja Rao Rai Singh II Raj Singh | 1787             | 1787           |
| 16   | Maharaja Rao Pratap Singh - Regno sotto la reggenza di suo zio Surat Singh che lo avvelenò per assumere il trono | 1787             | 1787           |
| 17   | Maharaja Rao Surat Singh - Si indebitò pesantemente per le sue avventure militari e ridusse lo stato quasi all'anarchia. Siglò il protettorato coi britannici il 9 marzo 1818. | 1787             | 1828           |
| 18   | Narendra Maharaja Rao Ratan Singh - ricevette il titolo ereditario di Narendra Maharaja dall'imperatore Akbar Shah II ed assistette gli inglesi fornendo loro rifornimenti durante la Prima guerra anglo-afghana del 1841. | 1828             | 1851           |
| 19   | Narendra Maharaja Rao Sardar Singh - Assistette gli inglesi durante i moti indiani del 1857 e prese parte in prima persona a diversi scontri. Rimosse il nome dell'imperatore moghul dalla sua coniazione, rimpiazzandolo con "Aurang Arya Hind wa Queen Victoria". | 1851             | 1872           |
| 20   | Narendra Maharaja Rao Dungar Singh - Assistette gli inglesi durante la Seconda guerra anglo-afghana. | 1872             | 1887           |
| 21   | Generale Narendra Maharaja Sir Rao Ganga Singh - prestò servizio nella prima guerra mondiale in Francia e nelle Fiandre (1914-1915). Membro del Gabinetto di Guerra Imperiale. Siglò il Trattato di Versailles per conto dell'India il 28 giugno 1919. Fu rappresentante alla Conferenza Imperiale ed alla Lega delle Nazioni.                                             | 1887             | 1943           |
| 22   | Tenente Generale Narendra Maharaja Sir Rao Sadul Singh - Siglò l'ingresso del suo stato nel dominion dell'India il 7 agosto 1947. Il suo stato venne unito all'attuale Rajasthan il 30 marzo 1949. | 1943             | 1950           |

#### Dewans
I Dewans o primi ministri di stato furono:
- 17. - 26 febbraio 1733 Anand Ram Khawas (m. 1733)
- 1735? - febbraio 1751 Mohata Bakhtawar Singh (1ª volta) (n. 1707 - m. 1779)
- febbraio 1751 - 1752 Amar Singh Chaturbhujani
- 1752 - 1756 Mohata Bakhtawar Singh (2ª volta)
- 1756 - dicembre 1757 Mohata Prithvi Singh
- 1757 - 1762 Mohata Bakhtawar Singh (3ª volta)
- 1762 - settembre 1765 Shah Mool Chand Bardiya
- settembre 1765 - 1779 Mohata Bakhtawar Singh (4ª volta)
- 1779 - 178. Mehta Swaroop Singh
- 178. - 1787 Mehta Thakursi
- 1787 - 1791 Mohata Madho Rai
- 1791 - 1794 Pratap Mal Baid
- 1794 - 1805 Mohata Rao Sahib Singh Gun Roop
- aprile 1805 - aprile 1815 Amar Chand Surana
- aprile 1815 - Feb 1816 Mohata Bhomji
- febbraio 1816 - 1828 Abhai Singh Mohata
- 1828 - 184. Hindu Mal Baid
- c.1841 Sri Narayan Singh Bhati
- 1844 - 1852? Sarana Shri Lakshmichand
- 1852 - 1853 Guman Singh Baid (1ª volta)
- 1853 - 1853 Leeladhar Mohata + Jalam Chand Kochar
- 1853 - 1854 Lachhi Ram Rakhecha
- 1854 - 1856 Guman Singh Baid (2ª volta)
- 1856 Pandit Dojainant
- 1856 - 1863 Ram Lal Dwarkani (1ª volta)
- 1864 - 1865 Guman Singh Baid (3ª volta)
- 1865 - 1866 Ram Lal Dwarkani (2ª volta)
- 1866 Man Mal Rakhecha
- 1866 (3 mesi) Sheo Lal Nahata
- 1867 (15 giorni) Fateh Chand Surana
- 1867 Ganga Ram Purohit
- 1867 Shah Mal Kochar
- 1868 Man Mal Rakhecha
- 1868 Sheo Lal Mohata
- 1868 Lakshmi Chand Nahata
- giugno 1868 - agosto 1869 Visayat Hussain
- agosto 1869 - 13 dicembre 1873 Pandit Manphool
- dicembre 1873 - 188. Maharaj Lal Singh
- 188. - 1884? Maharao Hira Singh Baid
- 1884 - 11 ottobre 1888 Amin Muhammad
- 12 dicembre 1888 - 1896 Sodhi Hukam Singh
- 1896 - 1898 Raghubar Singh Chauhan
- 1898 - 1903 Hamidu Zafar Khan
- 1903 - 1916 -Incarico abolito-

### Primi ministri
- 1916 - 19. Shri Bhairon Singh
- 7 settembre 1920 - gennaio 1925 Principe Kunwar Sardul Singh

### Dewans
Il posto di Dewan venne restaurato nel 1927.
- 1927 - 1934 Manubhai Nandshankar Mehta (n. 1868 - m. 1946)
  - 3 ottobre 1932 - 31 ottobre 1934 Ram Prasad Dube (de facto)
- 1 novembre 1934 - gennaio 1936 Maharaj Shri Bhairun Singh
- gennaio 1936 - dicembre 1936 Thakur Sadul Singh
- dicembre 1936 - 1938? V.N. Mehta
- dicembre 1938 - luglio 1939 Kailash Narain Haksar (n. 1878 - m. 1954)
- luglio 1939 - 1944? Sire Mal Bapna (n. 1882 - m. 1964)
- 1944 - 13 marzo 1948 Kavalam Madhava Panikkar (n. 1895 - m. 1963)
- 14 marzo 1948 - ottobre 1948 Kanwar Jaswant Singh
- ottobre 1948 - 30 marzo 1949 Cadambi Sheshachar Venkatachar (n. 1899 - m. 1999)